# Museum Pietro Abbà-Cornaglia
Het Museum Pietro Abbà-Cornaglia (Italiaans: Museo Pietro Abbà-Cornaglia) is een museum in de Censi-zaal van het conservatorium Antonio Vivaldi in Alessandria.
Het is gewijd aan de organist en componist Pietro Abbà Cornaglia (1851-1894). In het conservatorium is ook nog een concertzaal voor 50 bezoekers naar hem vernoemd. Deze Sala Abbà-Cornaglia is de kleinste zaal naast het Pittaluga-auditorium waar 100 bezoekers in passen.
Het museum is er op wens van de erfgenamen gekomen om zijn rol in de muziek te tonen en vast te houden. Er is een bibliotheek en archief over hem, er staat een fortepiano en er zijn muzikale documenten, handschriften, diploma's en onderscheidingen van hem te zien.